# Вісьмачка (річка)
Вісьмачка — річка в Україні, у Кобеляцькому районі Полтавської області. Права притока Ворскли (басейн Дніпра).

## Опис
Довжина річки приблизно 9,2 км.

## Розташування
Бере початок на південно-західній околиці села Сухе. Тече переважно на північний схід понад селом Лебедине і на північно-східній околиці Гарбузівки впадає у річку Версклу, ліву притоку Дніпра.